# NGC 2312
NGC 2312 – grupa gwiazd znajdująca się w gwiazdozbiorze Jednorożca, prawdopodobnie gromada otwarta. Odkrył ją John Herschel 18 stycznia 1828 roku. Znajduje się w odległości ok. 7,3 tys. lat świetlnych od Słońca oraz 34,5 tys. lat świetlnych od centrum Galaktyki.